# Antiguraleus permutatus
Antiguraleus permutatus é uma espécie de gastrópode do gênero Antiguraleus, pertencente a família Mangeliidae.